# Фёдоровка (Ланновская сельская община)
Федоровка (укр. Федорівка) — село,
Федоровский сельский совет,
Карловский район,
Полтавская область,
Украина.

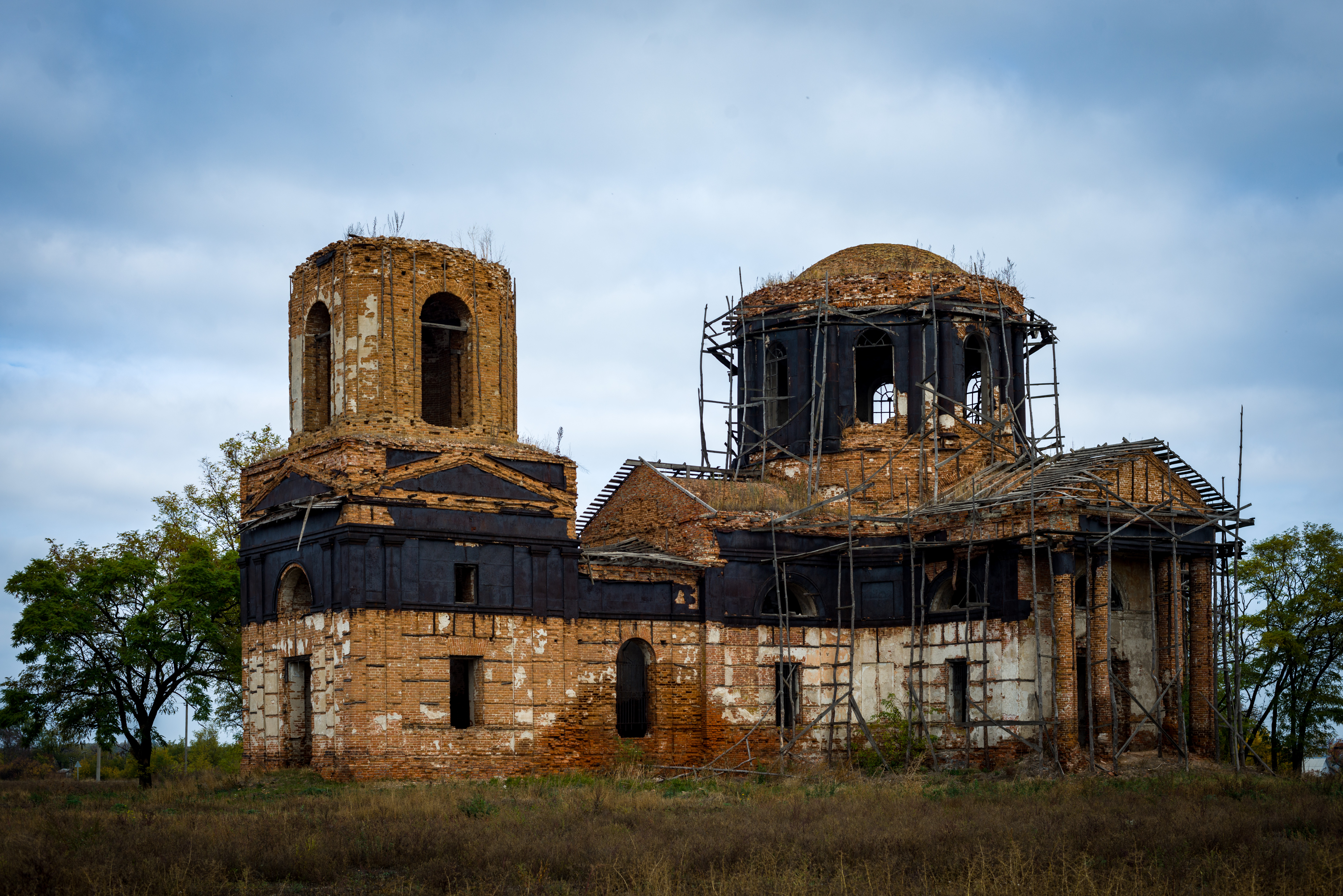
Благовещенская церковь (1828 г. постройки)

Код КОАТУУ — 5321684901. Население по переписи 2024 года составляло 1592 человек.
Является административным центром Федоровского сельского совета, в который не входят другие населённые пункты.

## Географическое положение
Село Федоровка находится на берегу реки Орчик в месте впадения в неё реки Ланная,
выше по течению примыкает село Поповка,
ниже по течению на расстоянии в 3 км расположено село Климовка.
Через село проходит железная дорога, станция Орчик.

## История
- XVII век — дата основания.
- Первая четверть XVIII века село в составе Карловской вотчины принадлежало российскому генералу И. Б. Вейсбаху, а потом — немецкому генерал-фельдмаршалу Б. К. Миниху.
- С 1743 года — графам Разумовским, с конца 40-х годов XIX века — великой княгине Елене Павловне, невестке Павла І и её наследникам.
- В 1828 году на средства Разумовских построена Благовещенская церковь.

## Экономика
- Свинотоварная ферма.
- Карловский межхозяйственный комбикормовый завод.
- ООО «Федоровка и К».

## Объекты социальной сферы
- Школа.
- 2 Дома культуры.

## Известные жители и уроженцы
- Береговой Георгий Тимофеевич (1921—1995) — летчик-космонавт СССР, дважды Герой Советского Союза.
- Вязовский Владимир Андреевич — Герой Советского Союза.
- Фисун, Андрей Лукич (1928—2002) — Герой Социалистического Труда.

## Религия
- Благовещенская церковь (построена в 1828 году).